# Beta1 Sagittarii
Beta¹ Sagittarii (Arkab Prior, β¹ Sgr) – gwiazda w gwiazdozbiorze Strzelca (wielkość gwiazdowa 4,01m), odległa o 314 lat świetlnych od Słońca.

## Nazwa
Gwiazda nosi tradycyjną nazwę Arkab Prior, która jest połączeniem słów pochodzenia arabskiego i łacińskiego. Arabskie ‏عرقوب‎ Arqūb oznacza ścięgno Achillesa, a łacińskie Prior znaczy „przednia”. Jest to więc „przednia (gwiazda) ścięgna Achillesa” wyobrażonej postaci Strzelca. Drugą gwiazdą ścięgna Achillesa jest Arkab Posterior, która leży blisko na niebie, ale jest znacznie bliższa Słońca. Grupa robocza Międzynarodowej Unii Astronomicznej do spraw uporządkowania nazewnictwa gwiazd zatwierdziła użycie nazwy Arkab Prior dla określenia tej gwiazdy.

## Charakterystyka
Beta¹ Sagittarii to biało–niebieskawa gwiazda ciągu głównego, należąca do typu widmowego B9. Temperatura fotosfery gwiazd tego typu to 11 tysięcy kelwinów, emituje ona 440 razy więcej promieniowania niż Słońce (w tym znaczną część w ultrafiolecie), ma ona promień 6 razy większy niż Słońce i trzykrotnie większą masę. Prawdopodobnie znajduje się u kresu życia na ciągu głównym.
Jest to gwiazda podwójna. W odległości 28,4 sekundy kątowej (w 2010 roku) znajduje się gwiazda CD-44°13278 o obserwowanej jasności 7,21m, prawdopodobnie biała gwiazda ciągu głównego należąca do typu A5. Znajduje się ona co najmniej 3300 au od głównej gwiazdy i okrąża ją w czasie co najmniej 82 tysięcy lat.